# Centre sportif du Parc olympique de Montréal
 (avril 2024).
Si vous disposez d'ouvrages ou d'articles de référence ou si vous connaissez des sites web de qualité traitant du thème abordé ici, merci de compléter l'article en donnant les références utiles à sa vérifiabilité et en les liant à la section « Notes et références ».

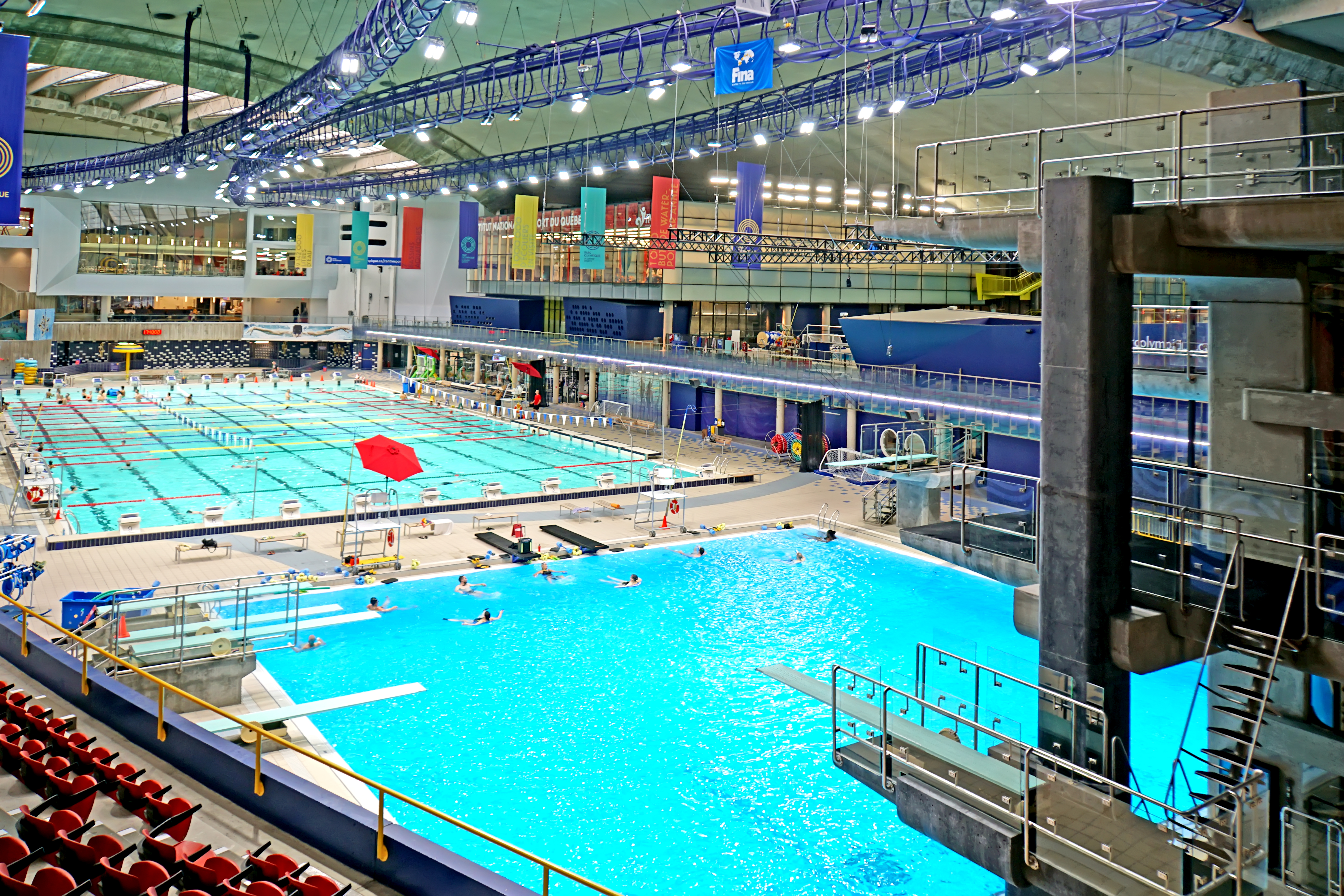
En 2019

Le Centre sportif du Parc olympique de Montréal, conçu par l'architecte Roger Taillibert fut construit pour les Jeux olympiques d'été de 1976. Il est situé à la base de la tour inclinée du Stade olympique, et fait partie des quatre installations relevant de la Société de développement et de mise en valeur du Parc olympique.
Lors des Jeux olympiques, le Centre sportif a été l'hôte des épreuves de natation, plongeon et water polo, avec une capacité d'accueil temporaire de 10 000 spectateurs, aujourd'hui réduite à 2 777 sièges. 
Le bassin principal possède un plancher mobile, permettant d'ajuster la profondeur de l'eau, pour faciliter l'accès aux non nageurs qui peuvent l'utiliser comme espace de baignade ou d'apprentissage de la natation.
Le lieu est aujourd'hui utilisé par le grand public, l'Institut national du sport du Québec ainsi que différents clubs de natation amateurs. 
En mars 2024, un incendie force la fermeture du centre sportif et des étages locatifs de la Tour de Montréal. 

## Installations du Centre sportif

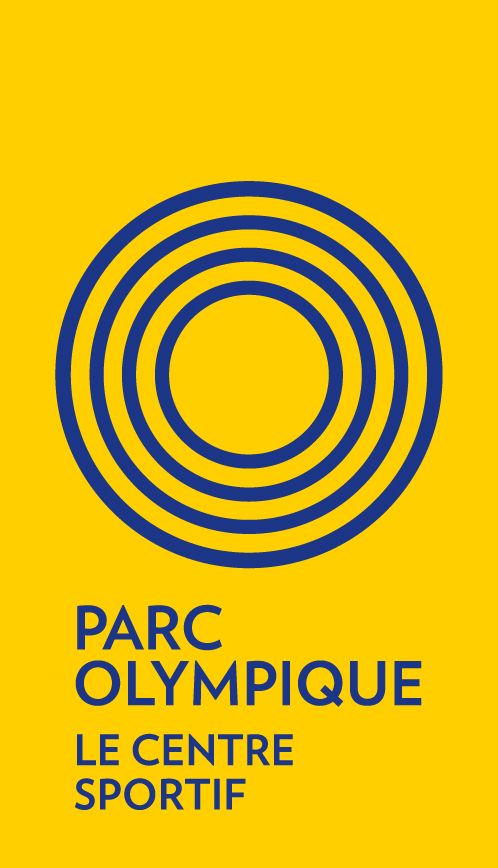
Logo du centre sportif de Montréal

Outre la piscine principale aux dimensions olympiques, le Centre sportif comprend six autres bassins : 
- un bassin d'entraînement;
- un bassin de nage synchronisée et water polo, d'une profondeur de trois mètres (installé en 2006);
- un bassin de plongeon de cinq mètres de profondeur;
- une pataugeoire;
- un bassin de plongée sous-marine, d'une profondeur de 15 m, l'unique bassin de plongée intérieur d'Amérique du Nord;
- un bassin de réchauffement.

Le Centre sportif comprend également une plateforme de 18  et de 20 mètres de hauteur, située dans la structure d'éclairage, servant à la pratique de plongeon de haut-vol. Il s'agit du seul plongeon de cette hauteur dans un environnement intérieur en Amérique du Nord.